# Alte Pfarrkirche (Stuttgart-Hedelfingen)

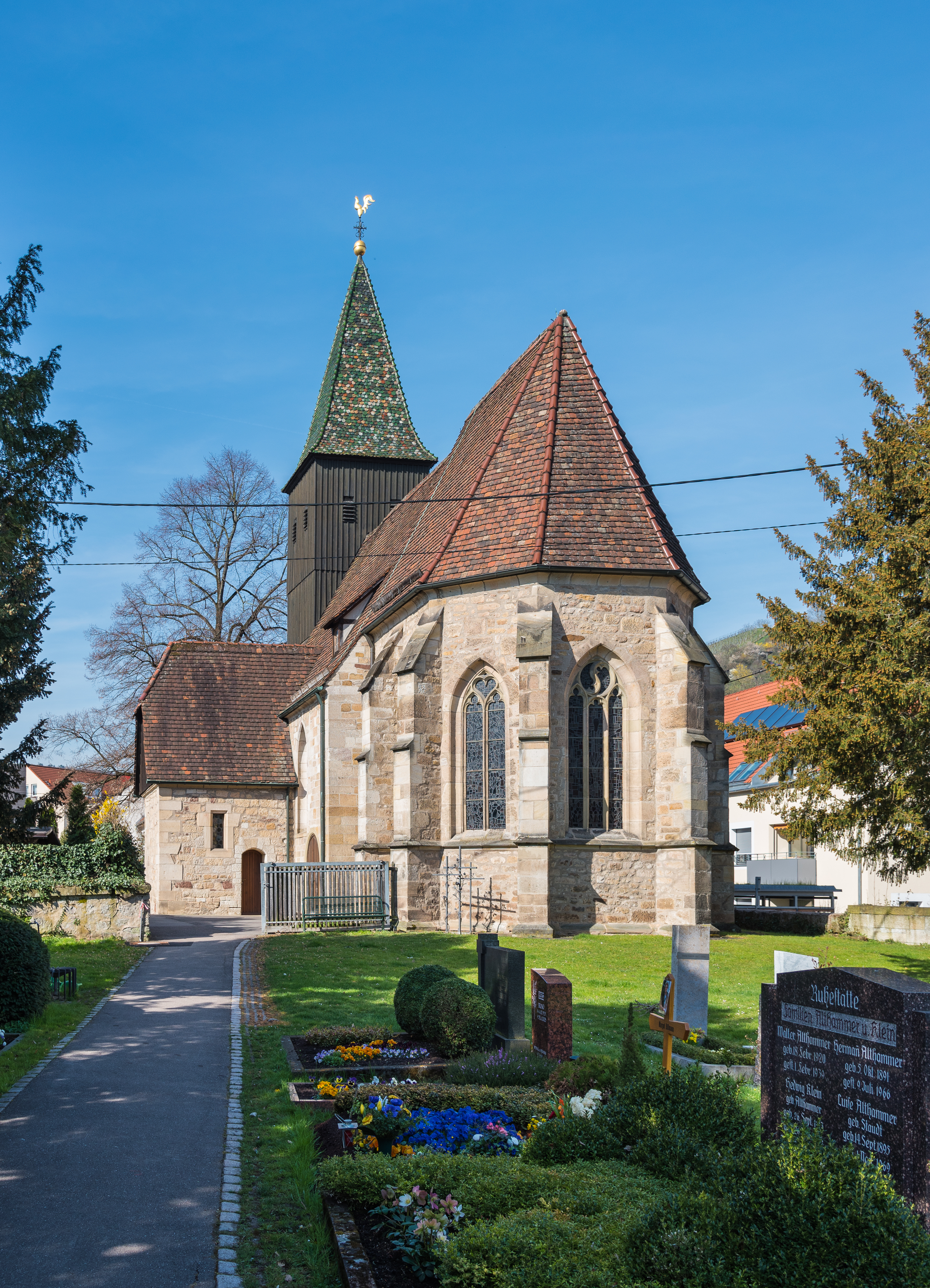
Alte Pfarrkirche in Hedelfingen

Die Alte Pfarrkirche im Stuttgarter Stadtteil Hedelfingen wird heute als Friedhofskapelle genutzt. Die ehemalige evangelische Pfarrkirche ist beim Landesamt für Denkmalpflege Baden-Württemberg als Baudenkmal eingetragen. 

## Beschreibung

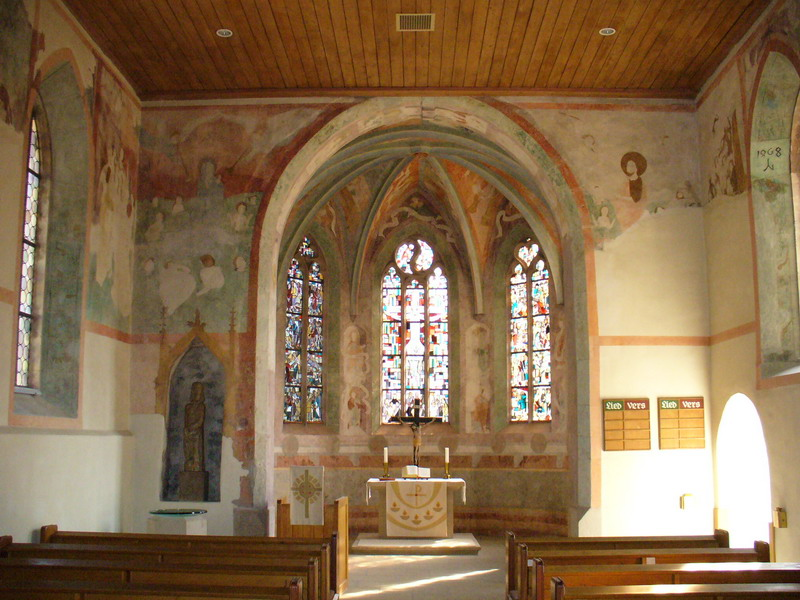
Blick zum Chor

Die Kirche wurde im 13. Jahrhundert als Wehrkirche erbaut, 1449 zerstört und ab 1468 wieder aufgebaut. Sie besteht aus einem Langhaus, einem eingezogenen, dreiseitig geschlossenen, von Strebepfeilern gestützten Chor im Osten und einem Kirchturm im Westen.
Der Innenraum des Langhauses mit der 1796 eingebauten Empore ist mit einer Flachdecke überspannt, der des Chors mit einem Kreuzrippengewölbe. Auf den um 1480 entstandenen Wandmalereien im Chor sind die Apostel, die Propheten und die Kirchenväter dargestellt, im Langhaus das Jüngste Gericht, die Zehn Gebote und das Marienleben, die nach der Reformation übertüncht, und in den 1950er Jahren freigelegt wurden. Die Glasmalereien im Chor hat 1959 Wolf-Dieter Kohler gestaltet. Die auf Wechselschleifen basierende zweimanualige Orgel mit 14 Registern wurde 2005 von Friedrich Lieb gebaut.